# Kyōgoku Tadataka
Kyōgoku Tadataka (京极忠高, [[[1593]] - 1637] Erro: {{japonês}}: texto da transliteração contém caractere não latino (pos 19) (ajuda)) foi um daimyo (senhor feudal) na província de Wakasa , durante o Período Azuchi-Momoyama  da História do Japão  .

## Vida
Kyōgoku Tadataka foi membro e líder do poderoso clã Kyōgoku que era descendente do Imperador Uda (868-897). E filho de Kyōgoku Takatsugu e Ohatsu. Seu avô paterno era Kyōgoku Takayoshi. Seu avô materno era Azai Nagamasa , um Daimyo do clã Asai.
Tadataka é conhecido por sua participação na campanha militar de 1615 organizada pelos Tokugawa em Osaka (Cerco de Osaka) , onde comandou 2.000 soldados . Durante esta campanha, liderou com sucesso uma manobra de flanco contra os defensores do castelo de Osaka na região de Shigino a nordeste do castelo juntamente com Ishikawa Tadafusa e Kyōgoku Takatomo . Esta manobra foi fundamental para a vitória de Tokugawa .
Mais tarde, entre 1620 e 1629, Tadataka doou noventa e dois mil koku na reconstrução do Castelo de Osaka .
| Precedido por Kyōgoku Takatsugu | -- 2º Líder do Clã Kyōgoku 1609 - 1637 | Sucedido por Kyōgoku Takakazu        |
| Precedido por Kyōgoku Takatsugu | 2º Daymio de Obama 1609 - 1634         | Sucedido por Sakai Tadakatsu         |
| Precedido por Horio no Tadaharu | 1º Daymio de Matsue 1634 - 1637        | Sucedido por Matsudaira no Tsunataka |